# SN 1991ag
SN 1991ag – supernowa typu Ia odkryta 5 czerwca 1991 roku w galaktyce IC4919. Jej maksymalna jasność wynosiła 14,67m.